# Cophixalus exiguus
Cophixalus exiguus är en groddjursart som beskrevs av Richard G. Zweifel och Parker 1969. Cophixalus exiguus ingår i släktet Cophixalus och familjen Microhylidae. IUCN kategoriserar arten globalt som nära hotad. Inga underarter finns listade i Catalogue of Life.